# Gesellschaft für Schwerionenforschung

Logo för GSI

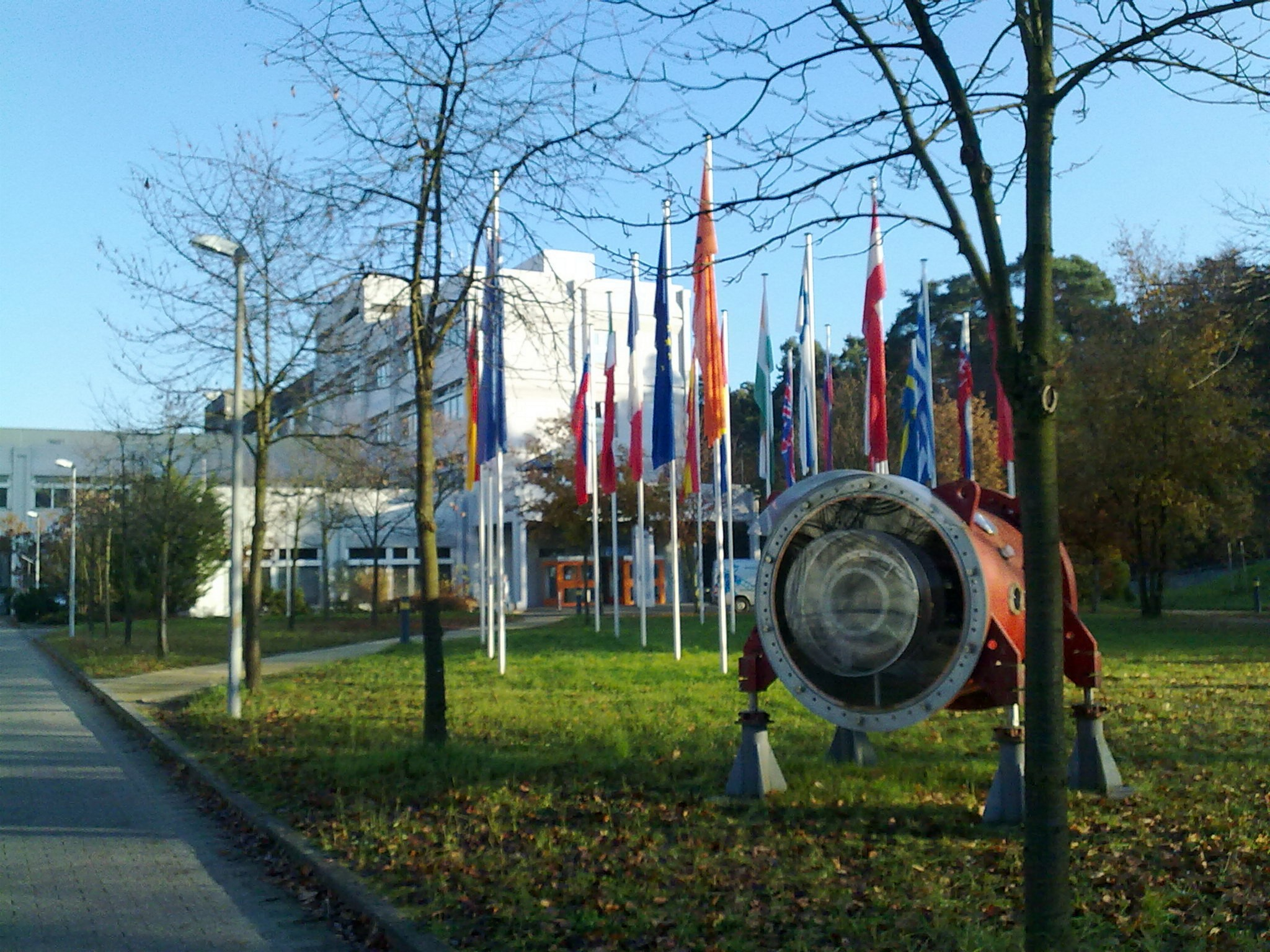
GSI (2011)

GSI Helmholtzzentrum für Schwerionenforschung (GSI) ("Sällskapet för forskning på tunga joner") är en forskningsinstitution i staden Darmstadt i Tyskland.
Framförallt forskas där i områdena atom- och kärnfysik, men även i cancerterapin görs stora insatser. Stora framgångar gjordes genom upptäckten av grundämnena meitnerium (1982), hassium (1984), darmstadtium (1994), röntgenium (1994), bohrium (1996) samt copernicium (1996).